# Óxido de hierro(II, III)
El óxido de hierro(II, III) es el nombre según la nomenclatura de Stock para el componente principal del mineral magnetita, el óxido ferroso-férrico (Fe3O4). Es un compuesto de hierro constituido por óxido ferroso-diférrico (FeO·Fe2O3). Su fuerte magnetismo a un fenómeno de ferrimagnetismo: los momentos magnéticos de los distintos cationes de hierro del sistema se encuentran fuertemente acoplados por interacciones antiferromagnéticas, pero de forma que en cada celda unidad resulta un momento magnético no compensado. La suma de estos momentos magnéticos no compensados, fuertemente acoplados entre sí, es la responsable de que genere un campo magnético significativo.

## Propiedades
Es característico que este material tenga propiedades magnéticas en su estado puro.

## Historia
Sus propiedades magnéticas las reconocieron los chinos en el siglo XI a. C.
El naturalista Plinio el Viejo habló de su existencia al sugerir que el nombre se deriva de Magnes, un pastor cuyos zapatos con clavos de hierro se fijaron en piedras que contenían dicho mineral.
Durante al menos tres milenios, los humanos han usado cristales magnéticos de magnetita a manera de brújulas para orientarse.

## Aspecto
Se presenta en masas granuladas, granos sueltos o arenas de color pardo oscuro. También puede estar en forma de cristales octaédricos.

## Yacimientos
Es frecuente en ambientes de tipo diverso. Se encuentra con abundancia en Kiruna, Suecia.

## Aplicaciones
- Como mineral: junto con la Magnetita y la hematita es una de las menas más importantes, al contener un 72% de hierro (es el mineral con más contenido en hierro).
- En seres vivos: la magnetita es usada por diferentes animales para orientarse en el campo magnético de la tierra. Entre ellas las abejas y los moluscos. Las palomas tienen en el pico pequeños granos de magnetita que determinan la dirección del campo magnético y les permiten orientarse. También pequeñas bacterias tienen cristales de magnetita de 40 a 100 nm en su interior, rodeadas de una membrana dispuestas de modo que forman una especie de brújula y permiten a las bacterias nadar siguiendo líneas del campo magnético.
- Como material de construcción: se usa como añadido natural de alta densidad (4,65 hasta 4,80 kg/l) en hormigones, especialmente para protección radiológica.
- En calderas industriales: la magnetita es un compuesto muy estable a altas temperaturas, aunque a temperaturas bajas o en presencia de aire húmedo a temperatura ambiente se oxide lentamente y forme óxido férrico. Esta estabilidad de la magnetita a altas temperaturas hace que sea un buen protector del interior de los tubos de la caldera. Es por ello que se hacen tratamientos químicos en las calderas industriales que persiguen formar en el interior de los tubos capas continuas de magnetita.